# João Moreira Salles
João Moreira Salles, né en 1962 à Rio de Janeiro, est un documentariste brésilien. 

## Biographie
João Moreira Salles est président de l'Instituto Moreira Salles, fondé par son père Walter Moreira Salles (1912-2001), banquier, politicien et philanthrope. Sa mère est Eliza Gonçalves, et ses frères aînés sont le réalisateur Walter Salles et le président d'Itau Unibanco Pedro Moreira Salles. Son demi-frère aîné est l'éditeur Fernando Moreira Salles.
En 2006 il fonde la revue Piauí. Il enseigne à l'université pontificale catholique de Rio de Janeiro et à l'université de Princeton.

## Filmographie

### Cinéma
- 1987 : China, o Imperio do Centro
- 1990 : Blues
- 1998 : Adão - Somos todos filhos da terra, coréalisé avec Katia Lund, Walter Salles et Daniela Thomas (court-métrage)
- 1999 : Noticias de uma Guerra Particular, coréalisé avec Kátia Lund
- 2003 : Nelson Freire
- 2004 : Entreatos
- 2006 : Santiago
- 2016 : Dans l'intense maintenant (No Intenso Agora)

### Télévision
- 1989 : América (série TV)
- 1998 : Futebol, réalisée avec Arthur Fontes (série TV)
- 2000 : O Vale, coréalisé avec Marcos Sa Corrêa (moyen métrage documentaire)

## Prix
- 2000 - Silver Daisy Awards, Brésil : Silver Daisy pour Notícias de uma Guerra Particular
- 2001 - Festival du Film de Málaga : Mention spéciale pour Notícias de uma Guerra Particular
- 2003 - Silver Daisy Awards, Brésil : Silver Daisy pour Nelson Freire
- 2004 - Association des Critiques d'Art de São Paulo : Meilleur documentaire pour Nelson Freire
- 2004 - Grand Prix du Cinéma Brésilien : Meilleur documentaire pour Nelson Freire
- 2005 - Association des Critiques d'Art de São Paulo : Meilleur film pour Entreatos
- 2005 - Festival de la Havane : Grand Coral - Second prix pour Entreatos
- 2007 - Festival du cinéma latino-américain de Lima : Meilleur documentaire pour Santiago
- 2007 - Cinéma du réel : Grand Prix pour Santiago
- 2007 - Festival International du Film d'Alba : Prix du public pour Santiago
- 2008 - Festival international du film de Miami  : Grand prix du jury pour Santiago